# Prai di Castello di Godego
Prai di Castello di Godego este o arie protejată (arie de protecție specială avifaunistică — SPA) din Italia întinsă pe o suprafață de 1.561 ha, integral pe uscat.

## Localizare
Centrul sitului Prai di Castello di Godego este situat la coordonatele 45°42′53″N 11°53′40″E / 45.714661°N 11.894311°E.

## Înființare
Situl Prai di Castello di Godego a fost declarat arie de protecție specială avifaunistică în august 2003 pentru a proteja 20 de specii de animale.

## Biodiversitate
Situată în ecoregiunea continentală, aria protejată conține 2 habitate naturale: Fânețe de joasă altitudine (Alopecurus pratensis, Sanguisorba officinalis), Liziere de ierburi înalte hidrofile de câmpie și de nivel montan până la alpin.
La baza desemnării sitului se află mai multe specii protejate:
- păsări (19): pescăruș albastru (Alcedo atthis), stârc cenușiu (Ardea cinerea), stârc roșu (Ardea purpurea), ciuf-de-pădure (Asio otus), bătăuș (Calidris pugnax), erete de stuf (Circus aeruginosus), erete vânăt (Circus cyaneus), erete cenușiu (Circus pygargus), cristeiul de câmp (Crex crex), vânturel de seară (Falco vespertinus), sfrâncioc roșiatic (Lanius collurio), sfrâncioc mare (Lanius excubitor), ciocârlie de pădure (Lullula arborea), ciuf-pitic (Otus scops), cristei de baltă (Rallus aquaticus), silvie porumbacă (Sylvia nisoria), corcodel mic (Tachybaptus ruficollis), fluierar de mlaștină (Tringa glareola), strigă (Tyto alba)
- amfibieni (1): Rana latastei

Pe lângă speciile protejate, pe teritoriul sitului au mai fost identificate 5 specii de amfibieni, 6 specii de mamifere, 1 specie de pești, 6 specii de reptile.